# Geschützter Landschaftsbestandteil Baumreihe Lammer’s Siepen

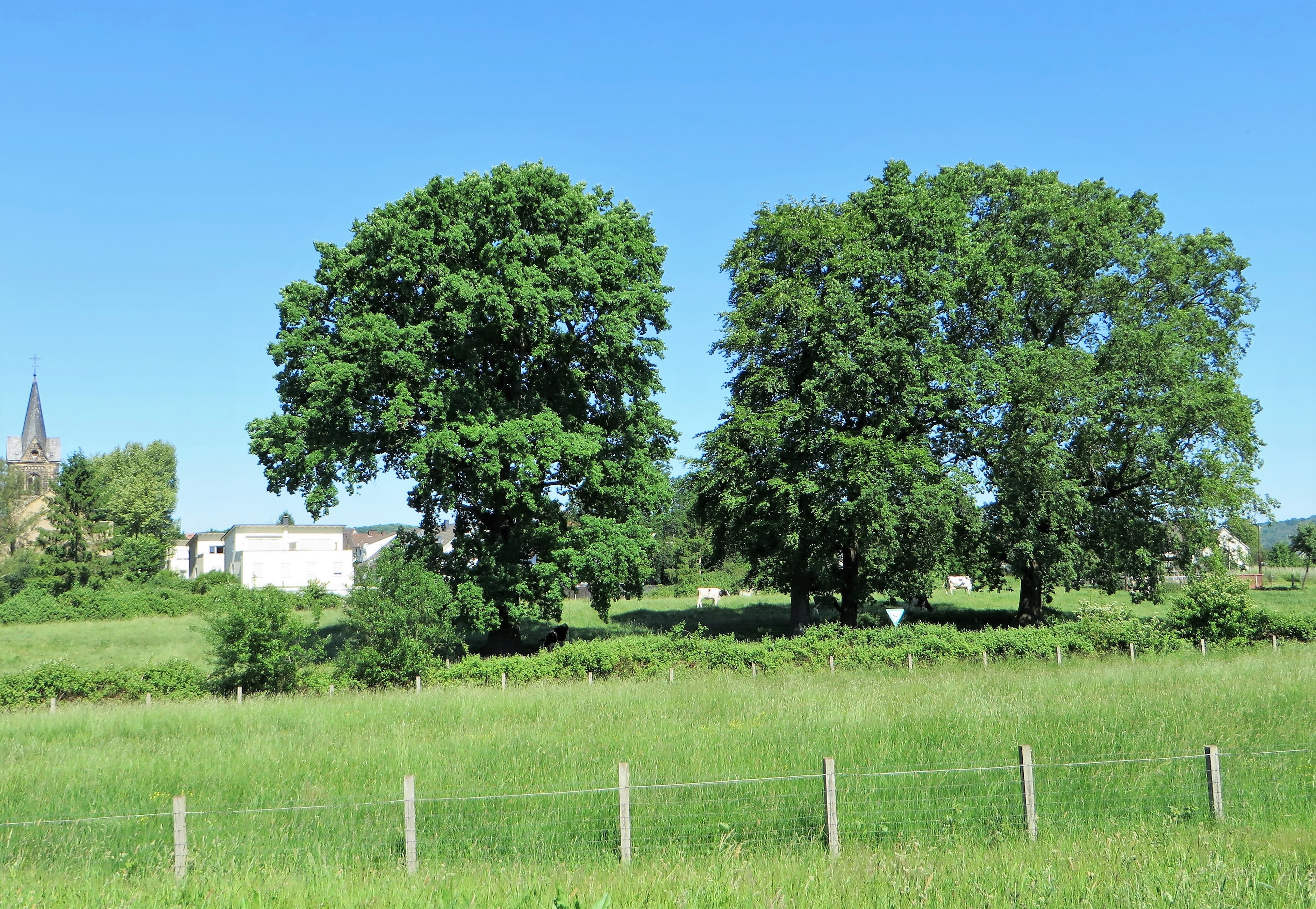
Geschützter Landschaftsbestandteil Baumreihe Lammer's Siepen

Der Geschützte Landschaftsbestandteil Baumreihe Lammer's Siepen mit einer Flächengröße von 0,18 ha liegt auf dem Gebiet der kreisfreien Stadt Hagen in Nordrhein-Westfalen. Der LB wurde 1994 mit dem Landschaftsplan der Stadt Hagen vom Stadtrat von Hagen ausgewiesen.

## Beschreibung
Beschreibung im Landschaftsplan: „Der geschützte Landschaftsbestandteil liegt zwischen den Stadtteilen Boele und Boelerheide. Es handelt sich um eine Baumreihe bestehend aus 3 Stieleichen und 2 Buchen mit einem Stammumfang von 227 cm – 368 cm, einer Höhe von ca. 18 - 20 m und einem Kronendurchmesser von ca. 14 m bis 26 m, die auf einer Weide entlang des Siepens an der Malmkestraße stehen.“

## Schutzzweck
Laut Landschaftsplan erfolgte die Ausweisung „zur Sicherung der Leistungsfähigkeit des Naturhaushalts durch Erhalt eines Lebensraumes für Kleinsäuger, totholzbewohnende Insekten und höhlenbrütende Vögel in landwirtschaftlich intensiv genutzten Bereichen“.